# Mount Ruker
Der Mount Ruker ist ein großer und dunkler Berg im ostantarktischen Mac-Robertson-Land. In den südlichen Prince Charles Mountains ragt er unmittelbar südwestlich des Mount Rubin auf.
Luftaufnahmen der Australian National Antarctic Research Expeditions aus dem Jahr 1956 dienten seiner Kartierung. Das Antarctic Names Committee of Australia benannte ihn 1961 nach dem Geologen Richard Anthony Ruker (1930–2012), der 1960 auf der Mawson-Station tätig war.